# Trường vỡ
Trong đại số trừu tượng, một trường vỡ của một đa thức bất khả quy {\displaystyle P(X)} trên một trường nhất định {\displaystyle K} (tức là {\displaystyle P(X)\in K[X]}) là một mở rộng trường của {\displaystyle K} được tạo bởi một nghiệm {\displaystyle a} của {\displaystyle P(X)}. Một trường vỡ là một mở rộng đơn ứng với một phần tử đại số.
Ví dụ, nếu {\displaystyle K=\mathbb {Q} } và {\displaystyle P(X)=X^{3}-2} thì {\displaystyle \mathbb {Q} [{\sqrt[{3}]{2}}]} là một trường vỡ của {\displaystyle P(X)}.
Trường vỡ của một đa thức không nhất thiết chứa tất cả các nghiệm của đa thức đó: trong ví dụ trên, trường {\displaystyle \mathbb {Q} [{\sqrt[{3}]{2}}]} không chứa hai nghiệm phức của {\displaystyle P(X)} (cụ thể là {\displaystyle \omega {\sqrt[{3}]{2}}} và {\displaystyle \omega ^{2}{\sqrt[{3}]{2}}} với {\displaystyle \omega } là một căn bậc ba nguyên thủy của đơn vị). Đối với một trường chứa tất cả các nghiệm của đa thức, xem trường phân rã.

## Ví dụ
Một trường vỡ của {\displaystyle X^{2}+1} trên {\displaystyle \mathbb {R} } Là {\displaystyle \mathbb {C} }. Nó cũng là một trường phân rã.
Trường vỡ của {\displaystyle X^{2}+1} trên {\displaystyle \mathbb {F} _{3}} là {\displaystyle \mathbb {F} _{9}}.